# Tecnología libre
La tecnología libre es el conjunto de conocimientos técnicos y científicos que permite desarrollar bienes y servicios que satisfagan las necesidades humanas y faciliten la adaptación al medio ambiente. Una tecnología libre además debe respetar las siguientes libertades para ser considerada como libre:
1. La libertad de que dicha tecnología debe poder ser usada cómo y cuándo se desee la capacidad de tener
2. La libertad de poder acceder y estudiar cómo funciona esta tecnología. El acceso a los planos de construcción, diseños de fabricación o de funcionamiento, el código fuente, los esquemas de montaje y de uso o cualquier otra información necesaria para poder comprender, reproducir y acceder al funcionamiento de esta tecnología son una condición necesaria para ello.
3. La libertad de que la información mencionada anteriormente necesaria para comprender, reproducir y acceder al funcionamiento de esta tecnología pueda ser publicada y compartida con terceros.
4. La libertad de poder modificar o adaptar la información mencionada anteriormente y poder publicar o compartir con terceros dichas modificaciones o adaptaciones.

La tecnología libre surge como una extensión del concepto y filosofía del software libre aplicado a las tecnologías. La tecnología libre promueve los preceptos del conocimiento libre al protegerse con licencias de derechos de autor que respetan la libertad del usuario o consumidor de la tecnología, como por ejemplo las licencias GNU (GFDL, GPL), las licencias Creative Commons o la consagración al dominio público. Por tanto, no podrán estar sujetas a patentes o licencias que restrinjan alguna de las cuatro libertades descritas anteriormente.
Algunas temáticas en las que destaca el uso y promoción de las tecnologías libres son, entre otras:
- a) Las Energías libres. Energía renovable, cocinas solares, ariete hidráulico, motores de agua, vehículos ecológicos.
- b) La Construcción, climática, materiales de construcción alternativos, usos del agua y disposición de residuos entre otros.
- c) La salud, alimentación, medicina natural.
- d) El Aprendizaje. el software libre, el hardware libre, el código abierto, y los estándares abiertos. Estas tecnologías que permiten su libre reutilización.

Los productos y servicios basados en tecnologías libres no son necesariamente gratuitos.

## Ejemplos
- Tecnologías solares autosuficientes.
- Técnicas de bioconstrucción asequibles.
- Tecnologías que permiten el aprendizaje con sistemas educativos abiertos (El servidor web Apache, El estándar de ofimática ODF (ISO 26300), La especificación del hardware de la arquitectura SPARC.
- Tecnologías de vehículos, como vehículos de código abierto.